# Nevzad Hanım
Nevzad Hanım (osm. نمت نوزاد خانم, w tłum. młoda bohaterka), urodzona jako Nimet Bargu, znana również jako Nevzad Kalfa, po 1927 Nimet Seferoğlu (ur. 2 marca 1902 w Stambule, zm. 23 czerwca 1992 tamże) – piąta i ostatnia małżonka sułtana Imperium Osmańskiego Mehmeda VI. Ostatnia kobieta, która poślubiła sułtana osmańskiego.

## Życiorys
Pochodziła z rodziny abchaskich muzułmanów, była jednym z trójki dzieci ogrodnika pałacu sułtańskiego Şabana Efendiego i jego żony Hatice Hanım. Dzięki wsparciu krewnego Hüseyina Beja trafiła do sułtańskiego haremu, gdzie zmieniono jej imię na Nevzad. Uczęszczała na te same zajęcia, co księżniczki z dworu sułtańskiego. Wychowaniem Nevzad zajmowała się kobieta o imieniu Ceylanyar Hanım. Po objęciu tronu przez Mehmeda VI w 1918 trafiła do jego otoczenia jako kalfa. Wśród innych kobiet wyróżniała się inteligencją i zamiłowaniem do czytania książek.
Sułtan poślubił Nevzad 1 września 1921 w pałacu Yıldız. W chwili ślubu sułtan liczył 61 lat, a Nevzad 19. Nowa małżonka sułtana nosiła tytuł Drugiej Ikbal. Zauroczony młodą małżonką sułtan pływał razem z nią statkiem po Bosforze i spacerował po ogrodach pałacowych. Małżeństwo było bezdzietne. Po detronizacji sułtana w 1922, pozostała wraz z innymi członkami rodziny sułtańskiej w pałacu Feriye. W 1924 sułtan udał się na wygnanie, ale Nevzad Hanım pozostała w Stambule. Dopiero na prośbę Mehmeda, w maju 1924 wraz z siostrą Nesrin przyjechała do San Remo, gdzie w tym czasie przebywał były sułtan. Nevzad pozostała przy nim do jego śmierci, w maju 1926. Wkrótce potem powróciła do Stambułu wraz z siostrą.

## Dalsze losy
W 1927 Nevzad wyszła po raz drugi za mąż, za kapitana marynarki Ziyę Beja Seferoğlu i przyjęła po nim nazwisko. Małżeństwo dochowało się syna i córki. W 1937 Nevzad opublikowała pamiętniki p.t. Yıldız'dan San Remo'ya. Początkowo ukazywały się w czasopiśmie Tan, potem także w wersji książkowej. Do końca życia Nevzad odmawiała udzielania wywiadów na temat sułtana Mehmeda VI. Zmarła w swoim domu w Stambule w czerwcu 1992 i została pochowana na cmentarzu Karacaahmet.